# Zgniłocha
Zgniłocha (niem. Gimmendorf) – wieś w Polsce położona w województwie warmińsko-mazurskim, w powiecie olsztyńskim, w gminie Purda.
W latach 1975–1998 miejscowość administracyjnie należała do województwa olsztyńskiego.
Wieś leżąca nad jeziorem Gim w dużym kompleksie lasów sosnowych i świerkowych. We wsi znajduje się gospodarstwo agroturystyczne, punkty usługowe, sklep spożywczo-przemysłowy, plac zabaw dla dzieci, boisko sportowe w okresie letnim spełniające rolę miejsca do spotkań, organizacji corocznych festynów rodzinnych.

## Historia
Wieś lokowana w XVII w., założona jako ulicówka, gdzie większość gospodarstw położona jest przy głównej drodze. Występuje także zabudowa kolonijna. 

## Zabytki i atrakcje turystyczne
- niektóre budynki mieszkalne wraz z zabudową gospodarczą, w tym chałupy drewniane
- najstarszy we wsi dom drewniany jest objęty ochroną
- dom sołtysa w środkowej części wsi z charakterystycznym gankiem
- kapliczka, jedyne miejsce  nabożeństw religijnych
- stary cmentarz poniemiecki (sześć mogił)
- stanowiska archeologiczne na południe od wsi.